# Брам Сом
Брам Сом (хол. Bram Som; Терборг, 20. фебруара 1980) холандски је атлетичар специјализован за 800 метара. Његов лични рекорд од 1:43,45 минута, остварен у августу 2006. у Цириху, је и садашњи холандски државни рекорд. После пропуштања сезоне 2005, вратио се у 2006. освојивши национално првенство пети пут од 2000. Касније те године освојио је Европско првенство.
Сом је учествовао два пута на Летњим олимпијским играма 2000. у Сиднеју и као 2004. у Атини. У Сиднеју био је елиминисан у првом колу јер његово време од 1:48,58 није било довољно за полуфинале. Четири године касније стигао је до полуфинала у којем је био пети са временом 1:45,52.

### Победе на првенствима Холандије
Отворено
| Дисциплина | Година                             |
| ---------- | ---------------------------------- |
| 800 м      | 2000, 2001, 2003, 2004, 2006, 2010 |
| 1.500 м    | 2009, 2011                         |

Дворана
| Дисциплина | Година           |
| ---------- | ---------------- |
| 400 м      | 2004             |
| 800 м      | 1999, 2000, 2001 |

## Значајнији резултати
| Година    | Такмичење                       | Место                           | Пласман   | Резултат  |
| Холандија | Холандија                       | Холандија                       | Холандија | Холандија |
| --------- | ------------------------------- | ------------------------------- | --------- | --------- |
| 1998      | Светско првенство за јуниоре    | Анси, Француска                 | 5         | 1:48,36   |
| 1999      | Европско првенство за јуниоре   | Рига, Летонија                  | 3         | 1:50,96   |
| 2000      | Олимпијске игре                 | Сиднеј, Аустралија              | 42        | 1:48,58   |
| 2001      | Светско првенство у дворани     | Лисабон, Португалија            | 11        | 1:49,34   |
| 2001      | Европско првенство У-23         | Амстердам, Холандија            | 5         | 1:47,84   |
| 2001      | Светско првенство на отвореном  | Едмонтон, Канада                | 13        | 1:47,40   |
| 2002      | Свропско првенство у дворани    | Беч, Аустрија                   | 14        | 1:49,08   |
| 2002      | Европско првенство на отвореном | Минхен, Немачка                 | 6         | 1:48,56   |
| 2003      | Светско првенство у дворани     | Бирмингем, Уједињено Краљевство | 5         | 1:47,00   |
| 2003      | Светско првенство на отвореном  | Париз, Француска                | 10        | 1:46,63   |
| 2004      | Светско првенство у дворани     | Будимпешта, Мађарска            | 18        | 1:48,55   |
| 2004      | Олимпијске игре                 | Атина, Грчка                    | 9         | 1:45,52   |
| 2004      | Светско атлетско финале         | Монте Карло, Монако             | 3         | 1:46,33   |
| 2006      | Европско првенство на отвореном | Гетеборг, Шведска               | 1         | 1:46,56   |
| 2006      | Светски куп                     | Атина, Грчка                    | 2         | 1:45,13   |
| 2006      | Светско атлетско финале         | Штутгарт, Немачка               | 2         | 1:47,10   |
| 2007      | Светско првенство на отвореном  | Осака, Јапан                    | 37        | 1:46,81   |
| 2009      | Светско првенство на отвореном  | Берлин, Немачка                 | 7         | 1:45,86   |
| 2011      | Светско првенство на отвореном  | Тегу, Јужна Кореја              | 17        | 1:46.69   |